# أخبار كاذبة في الفلبين
تشير الأخبار الكاذبة في الفلبين إلى معلومات مضللة أو إلى التضليل في البلاد. وتلك الأخبار محفوفة بالمشاكل إذ تلعب وسائل التواصل الاجتماعي دورًا رئيسيًا في التأثير على السياسة في الفلبين. بعد الانتخابات الفلبينية لعام 2016، قدم السناتور فرانسيس بانغيلينان اقتراحًا لإجراء تحقيق بشأن سلوك منصات التواصل الاجتماعي التي سمحت بنشر أخبار مزيفة. ودعا بانغيلينان إلى فرض عقوبات على منصات التواصل الاجتماعي التي تزود الجمهور بمعلومات كاذبة عن أفكاره. كان الهدف من الأخبار التي نُشرت هو تشويه سمعة الحزب المعارض واستخدم وسائل التواصل الاجتماعي كمنفذ لاجتذاب الدعاية إلى وسائل الإعلام الرئيسية.

## نبذة تاريخية
يرى محللون إعلاميون أن البلدان النامية، مثل الفلبين، تشعر بمشكلة الأخبار الكاذبة إلى حد كبير مع الوصول الجديد عمومًا إلى وسائل التواصل الاجتماعي والديمقراطية. يعد فيسبوك أحد أكبر المنصات كونه موقعًا إلكترونيًا مفتوحًا، ويعمل كمعزز للتأثير على رأي الجمهور بسبب القصص المصطنعة. بينما يوفر فيسبوك مصادر إعلام حرة، فإنه لا يوفر لمستخدميه إمكانية الوصول إلى مواقع التحقق من الحقائق. لهذا السبب، تدعو السلطات الحكومية إلى تصفية «الأخبار الكاذبة» لتأمين سلامة الفضاء الإلكتروني في الفلبين. حققت شبكة رابلر، وهي شبكة إخبارية اجتماعية في الفلبين، في شبكات على الإنترنت لمؤيدي رودريغو دوتيرتي واكتشفت أنها تتضمن أخبارًا مزيفة، وحسابات مزيفة، وروبوتات، ومتصيدين يعتقد رابلر أنها تُستخدم لإسكات المعارضة. شكل إنشاء أخبار مزيفة وحسابات إخبارية مزيفة على وسائل التواصل الاجتماعي خطرًا على الصحة السياسية للبلاد. وفقًا لكيت لامبل وميغا موهان من بي بي سي نيوز: «ما نراه على وسائل التواصل الاجتماعي مرة أخرى هو واقع مصطنع... كما أنها تخلق تأثيرًا مخيفًا حقيقيًا للغاية ضد الأشخاص العاديين، وضد الصحفيين (الذين) هم الأهداف الأولى، وهم يهاجمون بطرق شخصية جدًا بالتهديدات بالقتل والاغتصاب».
تأثرت الانتخابات الفلبينية لعام 2016، إلى حد كبير، بمعلومات كاذبة نشرتها وسائل إخبارية مزيفة. من خلال حساب ميغيل سيجوكو، المساهم في صحيفة نيويورك تايمز، استفاد الرئيس رودريغو دوتيرتي من قدر متفاوت من الأخبار المزيفة المجانية مقارنة بخصومه. انتشرت الدعاية المؤيدة لدوتيرتي عبر وسائل التواصل الاجتماعي الفلبينية بما في ذلك التأييد الوهمي من شخصيات عامة بارزة مثل البابا فرانسيس وأنغيلا ميركل. كانت حملة دوتيرتي نفسها مسؤولة عن جزء من المعلومات المضللة التي انتشرت خلال الانتخابات، وفقًا لدراسة أجراها برنامج أبحاث الدعاية الحاسوبية بجامعة أكسفورد، دفعت حملة دوتيرتي ما يقدر بنحو 200 ألف دولار أمريكي مقابل متصيدين اختصاصهم تقويض المعارضين ونشر معلومات مضللة في عام 2016. 
في إحدى الحوادث، وصف وزير العدل فيتاليانو أغيري الثاني أعضاء مجلس الشيوخ المعارضين وأشخاص آخرين بأنهم العقل المدبر لهجوم أزمة مراوي لعام 2017، استنادًا إلى صورة نُشرت على وسائل التواصل الاجتماعي ومواقع المدونات التي تعرض أخبارًا كاذبة. كما اتُهم مسؤول حكومي آخر هو مساعدة وزير الاتصالات مارغو «موكا» أوسون بنشر أخبار كاذبة.
دفع انتشار الأخبار الكاذبة في الفلبين المشرعين إلى إصدار قوانين لمكافحتها، مثل تجريم نشرها. عارض مؤتمر الأساقفة الكاثوليك في الفلبين بشدة انتشار الأخبار الكاذبة باعتبارها خطيئة، ونشر قائمة بالمواقع الإخبارية الكاذبة.

## الهيكل والتسلسل الهرمي
في عام 2018 أصدر الدكتور جيسون كابانيز من كلية الإعلام والاتصالات في جامعة ليدز والدكتور جوناثان كوربوس أونج من جامعة ماساتشوستس في أمهرست دراسة عن جهود التضليل المنظمة في الفلبين بعنوان «مهندسو المعلومات المضللة الشبكية: وراء الكواليس حسابات المتصيدين وإنتاج الأخبار الوهمية في الفلبين». استنادًا إلى ملاحظات المشاركين في الفئات المجتمعية على فيسبوك وحسابات تويتر، بالإضافة إلى مقابلات المخبرين الرئيسيين مع عشرين «مهندس معلومات مضللة»، أجريت من ديسمبر 2016 إلى ديسمبر 2017، وصفت الدراسة مجموعة من المشغلين السياسيين ذوي الطابع المهني والتسلسل الهرمي الذين يقومون بتصميم حملات المعلومات المضللة، وتعبئة جيوش النقرة، وتنفيذ تقنيات مبتكرة من «العمليات السوداء الرقمية» و«الهتاف بالإشارة» لأي عميل سياسي مهتم. وكان لهذه الشبكة «استراتيجيون في مجال الإعلانات والعلاقات العامة في القمة».

## ردود الفعل
أصبحت المواقع الإخبارية الكاذبة منتشرة لدى للجماهير الفلبينية، لا سيما التي يشاركونها على وسائل التواصل الاجتماعي. بدأ السياسيون في تقديم قوانين لمكافحة الأخبار الكاذبة وعقدت ثلاث جلسات استماع في مجلس الشيوخ حول هذا الموضوع.
أصدرت الكنيسة الكاثوليكية في الفلبين أيضًأ رسالة رسمية تحدثت فيها ضد تلك المواقع.
تُظهر أبحاث ملفات فيرا في نهاية عامي 2017 و2018 أن الأخبار الكاذبة الأكثر مشاركة في الفلبين يبدو أنها تعود بالنفع على شخصين: الرئيس رودريغو دوتيرتي (بالإضافة إلى حلفائه) والسياسي بونغ بونغ ماركوس، مع الأخبار الأكثر انتشارًا التي تحركها المشاركات على شبكات صفحات الفيسبوك. تحمل معظم صفحات ومجموعات الجمهور الفلبيني على فيسبوك التي تنشر معلومات مضللة عبر الإنترنت أسماء «دوتيرتي» أو «ماركوس» أو «أخبار» وهي مؤيدة لدوتيرتي. التضليل عبر الإنترنت في الفلبين سياسي إلى حد كبير أيضًا، إذ يهاجم معظم الجماعات أو الأفراد الذين ينتقدون إدارة دوتيرتي. يبدو أيضًا أن العديد من مواقع الويب الإخبارية المزيفة للجمهور الفلبيني تخضع لسيطرة نفس المشغلين حيث يتشاركون معرفات جوجل أدسنس وجوجل أناليتكس.
وفقًا للباحث الإعلامي جوناثان كوربوس أونج، تعتبر حملة دوتيرتي الرئاسية بمثابة المريض صفر في العصر الحالي للمعلومات المضللة، بعد أن تفوقت على التغطية العالمية الواسعة النطاق لفضيحة كامبريدج أناليتيكا والمتصيدين الروس. الأخبار الكاذبة راسخة وخطيرة في الفلبين لدرجة أن مديرة السياسة العالمية والتواصل الحكومي في فيسبوك كاتي هارباث تسميها أيضًا «المريض صفر» في وباء التضليل العالمي، بعد أن حدثت قبل انسحاب بريطانيا من الاتحاد الأوروبي، وترشيح ترامب، والانتخابات الأمريكية لعام 2016.